# K.M.ペイトン
K.M.ペイトン（K.M.Peyton, 本名：Kathleen Wendy Peyton、1929年8月2日 - 2023年12月）はイギリスの作家である。美術家である夫のマイケル・ペイトンと合作していたこともあり、ペンネームにあるMは夫の名前に由来する。また、Kathleen Helaldのペンネームで、ヤングアダルトを対象にした作品を執筆したこともある。

## 経歴
技師の娘としてバーミンガムに生まれ、両親や2つ年上の兄とともに子供時代をサービトンで過ごす。9歳から作品を書くようになり、15歳の頃には出版社から作品を発表していた。
ウィンブルドン高等学校(en:Wimbledon High School)卒業後はキングストン美術学校への進学を経て、マンチェスター美術学校に進学し、1950年にはそこで出会ったマイケル・ペイトンと結婚する。世界各国を巡った長期の新婚旅行の後に、マンチェスター美術学校で取得した美術教師の資格を生かして、高校の美術教師として3年間働くも、長女の出産を機に執筆活動に専念する。
活動当初は、夫とともに10代の若者を対象にした冒険小説や探偵小説を合作していたが、やがて単独で活動するようになり、1962年に発表した『Windfall』で本格的に児童文学作家として認められるようになる。この『Windfall』、および以降に発表された『The Maplin Bird』『The Plan for Birdsmarsh』はカーネギー賞候補となる。
そして、代表作でもある『フランバーズ屋敷の人びと』(Flambards)シリーズの第2作『雲のはて』(The Edge of the Cloud)で、1969年度のカーネギー賞を受賞する。また、『フランバーズ屋敷の人びと』シリーズの第1作から第3作までは、ガーディアン賞(en:Guardian Award)を受賞した。
2023年12月22日に同じ週に亡くなったことが発表された。94歳没。

## 作風
子どものために書くという意識を特に持たずに、読者を楽しませるために書いている という彼女の作品は、登場人物と娯楽性を重視しているところに特色がある。そのため『フランバーズ屋敷の人びと』シリーズの主人公の伯父であるラッセルや、『パトリック・ペニントン』シリーズに登場する感情的な教師たちのように、類型的なタイプの人物も登場させ、そこに元から会得していた幅広い趣味の知識を生かし、物語に細かな現実性を加えている。
チェルムスフォードを舞台とした『フランバーズ屋敷の人びと』シリーズをはじめ、馴染みの深いイングランドの南東部を舞台にした作品が多い。

### 夫との活動
長期に渡る新婚旅行で夫と世界各国を巡り、テムズ川でカヌーに乗ったり、スイスを徒歩で縦断したり、フランスでは洞窟に住んだりしたこともあった。アルバイトで資金を稼いでアメリカとカナダを旅行した末に、イングランドの南東部に定住することにしたが、「のちに本の多くの題材になった」 と彼女が語る通り、これらの冒険の体験は作品に大きな影響を与えている。
夫が考えたあらすじを物語化する形で合作を行い、「K.M.ペイトン」名義で3作の本が出版されたこともあるが、これには出版社が本の表紙に2人の作者名を載せたがらなかったという理由がある。後に、自分自身の手によって「立派だと思う作品を書こうと決意したこと」 や「夫には夫の仕事があったこと」 から合作を止めたが、名義を変えようと考えたことはないと述べている。「夫がいなければあれほどすばらしい物語の素材を得られたとは思えない」 のがその理由である。

### 美術への傾倒
幼少の頃から物語を書いていたが、物語を書くための勉強を特に行うことはなかった。高校進学後は美術学校に通っていたが、美術の才能を磨く一方で、物語を書くことは止めなかった。
15歳の頃に作品が出版されたが、これは彼女の芸術家の兆しを感じ取った教師の勧めによる。教師から本の挿絵を描くことを打診された時に「自分の書いたものになら」と彼女が答えたことで、教師が彼女の作品を読んでみたところ、感銘を受けて出版を勧めたという。

### 馬への執着
9歳の時に生まれて初めて書いた物語や、15歳の頃に出版された物語を含め、作品には馬をテーマにした作品が多い。これは彼女が幼少期から馬に慣れ親しんでいた生活を送っていたことに由来する。
子供時代、知り合いの子どもはみんな仔馬を飼っていたが、彼女はロンドンの郊外に住んでいたこともあって、実現が不可能であった。その不満を昇華するために馬に関する物語を書き始めた。なお、仔馬を飼う夢は、後に自分の地所にて実現することとなる。

## 著作

### 邦訳された作品

#### フランバーズ屋敷の人びとシリーズ
孤児である少女クリスチナ・パーソンズが、母方の親戚であるフランバーズ屋敷で暮らすことになり、様々な思想を持つ人々との交流の中で人生を模索する姿を描いたシリーズ。彼女の代表作であり、1973年に第1作から第3作が掛川恭子によって邦訳され、岩波少年少女の本として出版された。1980年以降には岩波少年文庫として文庫版が刊行されたが、新たに邦訳された第4作は上巻と下巻に分けて出版された。
- 愛の旅立ち　Flambards (1967)
- 雲のはて　The Edge of the Cloud (1969)
- めぐりくる夏　Flambards in Summer (1969)
- 愛ふたたび　上・下　Flambards Divided (1981)

#### パトリック・ペニントンシリーズ
社会の規範から逸脱した問題児であるものの、音楽の才能に恵まれた少年パトリック・ペニントンがピアニストとして地位を築いていく姿を描いたシリーズ。第1作の『Pennington's Seventeenth Summer』が久保田輝男によって邦訳され、1970年に『卒業の夏』という題名で学習研究社から出版された。
- Pennington's Seventeenth Summer (1970)
- The Beethoven Medal (1971)
- Pennington's Heir (1973)
- Marion's Angels (1979)

#### 邦訳されたその他の作品
- The Mandrake - A Pony (1949) - Kathleen Helald名義で発表。

『走れ、わたしのポニー』 久保田輝男訳 学習研究社 1980年
- A Pattern of Roses (1972)

『バラの構図』 掛川恭子訳 岩波書店 1974年
- Dear Fred (1981)

『愛のはじまるとき』 石井清子訳 晶文社 1984年
- Darkling (1989)

『運命の馬ダークリング』 掛川恭子訳 岩波書店 1994年
- Blind Beauty (2003)

『駆けぬけて、テッサ!』 山内智恵子訳 徳間書店 2003年

### 邦訳されていない作品

#### Kathleen Helald名義
- Sabre The Horse from the Sea (1947)
- Crab the roan (1953)

#### 夫との合作
- North to Adventure (1959)
- Stormcock Meets Trouble (1961)
- The Hard Way Home (1962)

#### ジョナサン・メレディスシリーズ
- Prove Yourself A Hero (1977)
- A Midsummer Night's Death (1978)
- The Last Ditch (1984)

#### 邦訳されていないその他の作品
- Windfall (1962)
- Sea Fever (1962)
- Brownsea Silver (1964)
- The Maplin Bird (1964)
- The Plan for Birdsmarsh (1965)
- Thunder in the Sky (1966)
- The Right-Hand Man (1977)
- Going Home (1982)
- Who, Sir? Me, Sir?: 1000 Headwords (1983)
- Froggett’s Revenge (1985)
- The Sound of Distant Cheering (1986)
- Downhill all the Way (1988)
- Skylark (1989)
- No Roses Round the Door (1990)
- Poor Badger (1990)
- The Boy Who Wasn’t There (1992)
- Late to Smile (1992)
- Apple Won’t Jump (1992)
- The Wild Boy and Queen Moon(1993)
- Snowfall (1994)
- The Swallow Tale (1995)
- Mr Brown (1995)
- Swallow Summer (1996)
- Swallow the Star (1997)
- Unquiet Spirits (1997)
- The pony that went to sea (1997)
- Windy Webley (1997)
- Danger Offshore (1998)
- Firehead (1998)
- Plain Jack (1998)
- The Paradise Pony (1999)
- The Scruffy Pony (1999)
- Blind Beauty (1999)
- The Pied Piper (1999)
- Horses (2000)
- Stealaway (2001)
- Pony in the Dark (2001)
- Small Gains (2003)
- Greater Gains (2005)
- Blue Skies and Gunfire (2006)
- Minna's Quest (2007)